# Karel Ohnesorg
Karel Ohnesorg (11. března 1906, Praha – 15. prosince 1976, Brno) byl český vysokoškolský učitel, romanista a fonetik, jenž vyučoval na Filozofické fakultě Univerzity Karlovy v Praze. Průkopník studia dětské řeči.

## Život a dílo
Po ukončení pražského gymnázia v Křemencově ulici vystudoval latinu a francouzštinu na Filozofické fakultě Univerzity Karlovy, avšak po jejím absolvování směřovala jeho životní dráha ke středoškolskému vyučování a následně, a to i díky vlivu pražského fonetika prof. PhDr. Josefa Chlumského (1871–1939), se začal věnovat, již jako zapsaný posluchač, i hlubšímu studiu fonetiky. V roce 1948 se úspěšně habilitoval, profesorem byl pak jmenován roku 1957 (pozn. dle prof. Lubomíra Bartoše výše: DrSc. – 1958). K 1. říjnu 1972 pak odešel již prof. Karel Ohnesorg do důchodu.

### Publikační činnost (výběr)
- O mluvním vývoji dítěte. Praha: Jednota českých filologů, 1948.
- Francouzská mluvnice v přehledných tabulkách. 2. vyd. Praha: Česká grafická unie, 1948.
- Fonetická studie o dětské řeči. Praha: Filosofická fakulta University Karlovy, 1948, sv. 52. 178 s.
- Naše dítě se učí mluvit. Praha: SPN, 1959. (2. vydání: Praha: SPN, 1979. 3. vydání: Praha: SPN, 1991).
- Ohnesorg, Karel; Zelinka, Vojtěch. Latinská maturitní čítanka I. 2. vyd. Praha: Grafická unie, 1938.